# Kyōgen

Il kyōgen (狂言, lett. "parole della follia") è un tipo di teatro giapponese risalente al XIV secolo. Essendosi sviluppato assieme al nō ( 能 ) ed essendo rappresentato sullo stesso palcoscenico, come pausa tra un nō e l'altro, viene anche chiamato nō-kyōgen. I suoi contenuti sono tuttavia diversi rispetto a quelli del teatro nō: il kyōgen è una forma comica, il cui scopo è produrre nel pubblico il warai (笑い lett. "riso, risata").

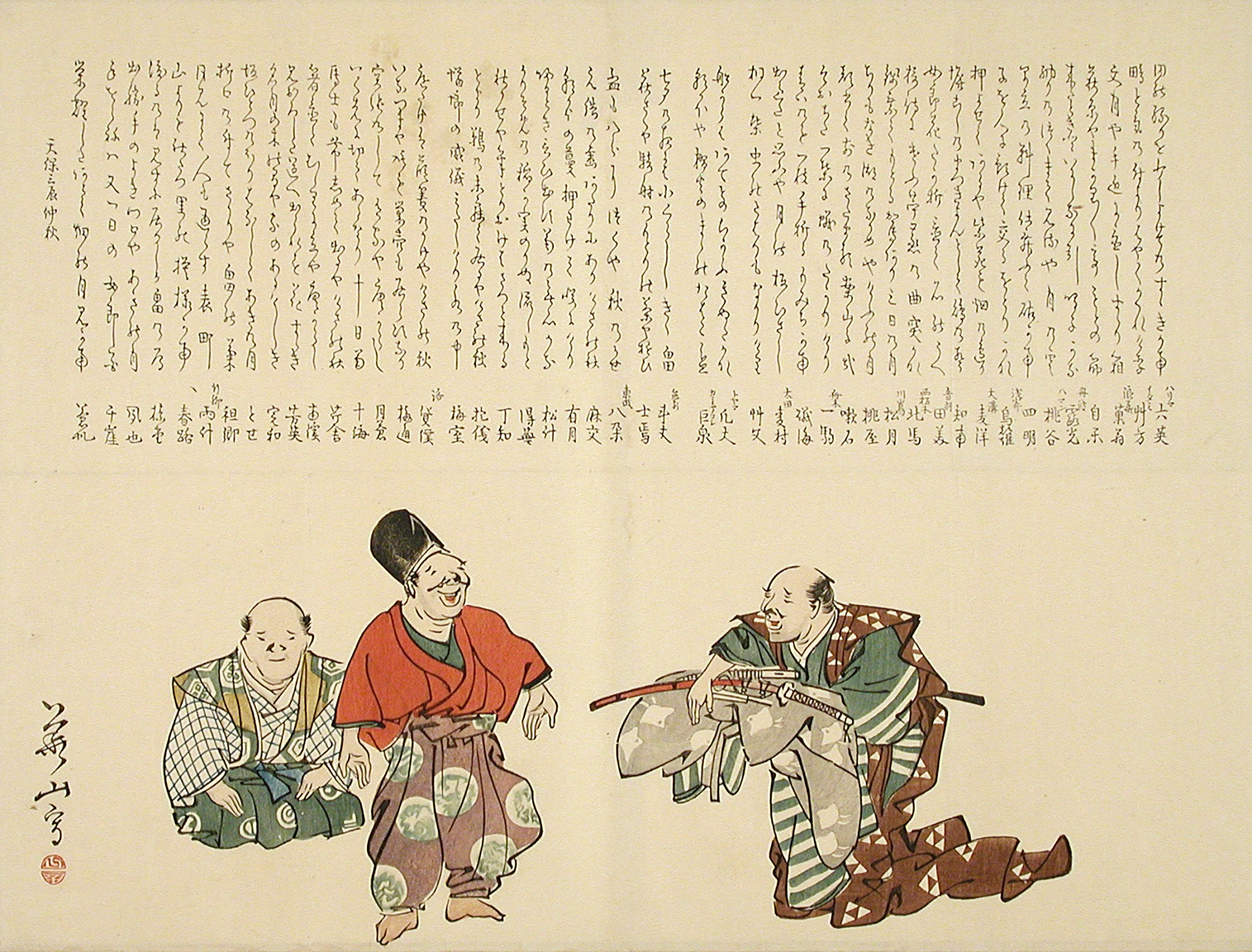
Scena tratta dal kyōgen in una rappresentazione del XIX secolo di Yokoyama Kazan

## Origine del nome
Il termine deriva da kyōgen kigo (狂言綺語 lett. "parole folli e linguaggio ornato"), espressione con cui il poeta cinese Bai Juyi 白居易 (772-846) designò la propria poesia al fine di conciliare la sua arte con i principi del Buddhismo. In Giappone l'espressione di Bai Juyi venne ripresa nel Fukuro no sōshi di Fujiwara no Kiyosuke (1108-1177) e nel Shasekishū, un setsuwa 説話, collezione di storie raccontate, ad opera del monaco Mujū (XIII secolo), al fine di legittimare i vari generi di finzione letteraria, dalla poesia al monogatari, e difenderli dalle accuse di trasgressione dei precetti buddhisti. Nelle due opere viene narrato l'aneddoto del monaco Genshin (942-1017), noto per il suo disprezzo nei confronti della poesia in quanto kyōgen kigo, che dopo aver udito alcuni versi scritti da uno dei suoi studenti, cambia la sua opinione, realizzando che la poesia può invece avere un valore sacro.
Dal periodo Nanboku-chō in poi, il termine kyōgen verrà utilizzato con il significato di "arti dello spettacolo". Dal periodo Meiji (1868-1912) il kyōgen, assieme al nō, farà parte del teatro nōgaku (能楽); è ancora possibile che ai nostri giorni si eseguano entrambi in uno stesso programma. 
Il kyōgen viene talvolta messo a confronto con la forma comica italiana della commedia dell'arte poiché presenta caratteristiche o personaggi simili. Condivide inoltre alcuni elementi con la satira greca, spettacolo comico breve che intervalla le tragedie.

## Sviluppo del kyōgen

### Origini
Si pensa che il kyōgen derivi da una forma di intrattenimento cinese di matrice popolare, il sangaku, importata in Giappone intorno all'ottavo secolo. Durante il periodo Heian (794-1185) diviene nota come sarugaku (猿楽, lett. "musica e divertimento delle scimmie") e comprende sia la tragedia che la commedia. Fu proprio l'attore della compagnia di sarugaku di Yamato, Kan'ami Kiyotsugu 観阿弥清次 (1333-1384), assieme al figlio Zeami Motokiyo 世阿弥元清 (1363-1443), ad eseguire per la prima volta uno spettacolo di nō alla presenza dello shōgun Ashikaga Yoshimitsu 足利義満 (1358-1408), presso il tempio di Imagumano di Kyōto, nel 1375. Lo shōgun rimase talmente impressionato dalla bravura del giovane Zeami che prese gli artisti sotto la sua protezione. Nel XIV secolo le due forme artistiche del nō e nel kyōgen andarono progressivamente differenziandosi: la prima, concentrata su danza e canto, era particolarmente gradita alle classi alte, mentre la seconda, più incline all'uso dei dialoghi colloquiali e della comicità, basati su semplici canovacci, si impose maggiormente fra i ceti popolari. In virtù della loro comune origine rimasero comunque fra loro interdipendenti, condividendo lo stesso palcoscenico: la struttura del programma teatrale che alternava nella stessa rappresentazione nō e kyōgen, è descritta dall'attore e drammaturgo Zeami nel suo saggio Shūdōsho (1430).
Durante il periodo Kamakura (1185-1333) si costituirono in gran parte del territorio giapponese le za, compagnie teatrali di sarugaku, dalla principale di Yamato, a quelle di Ōmi, Ise, Settsu, Uji, Tanba. Durante il periodo Edo (1603-1868) si formarono scuole come quella di Ōkura 大蔵 e, successivamente, Sagi 鷺 e Izumi 和泉. Con il loro avvio si impose la necessità di trascrivere i testi drammatici, fino ad allora tramandati oralmente, in precisi repertori, per consentirne la trasmissione alle nuove generazioni di artisti.
Nel 1642 Ōkura Toraakira (figlio di Torakiyo 大蔵虎清, 1566-1646), primo teorico di kyōgen, scrisse gli otto volumi del Wakikyōgen no rui (脇狂言之類), con l'intento di tramandare i testi teatrali su cui la scuola Ōkura avrebbe dovuto basarsi in futuro. Il primo trattato teorico di kyōgen riconosciuto, il Waranbegusa, venne da lui composto intorno al 1651; in questo testo Toraakira espose la storia e la filosofia del kyōgen, offrendo suggerimenti pratici per l'esecuzione, la formazione e i metodi di drammaturgia, e cercò di affermare la natura distinta, anche se complementare, del kyogen rispetto al nō.
La scuola Izumi, dipendente dalla corte imperiale di Kyōto, raccolse il proprio repertorio nel Kyōgen rikugi (狂言六義), mentre la scuola Sagi, al servizio del governo shogunale, nel 1716 stilò il suo repertorio sulla base dei testi drammatici di Sagi Den’emon (伝右 衛門). In questo periodo la comicità del kyōgen si svincolò dai tratti più profondamente satirici, dissacranti e volgari della forma originale. Questi ultimi aspetti influenzarono invece lo sviluppo successivo del teatro kabuki: dopo aver bandito le danze più sensuali del wakashū-kabuki nel 1652, che avevano causato disordini tra la classe samuraica, il governo permise l'istituzione del nuovo yarō kabuki (kabuki degli uomini), giustificandone la sconcezza proprio perché ispirato al kyōgen.

### Dopo la restaurazione Meiji
Il nō, in quanto forma di intrattenimento ufficiale del periodo Edo, ricevette finanziamenti dal governo. Il kyōgen, rappresentato insieme al nō, riscosse il medesimo sostegno economico sia dal governo che dalle classi sociali più abbienti. Tuttavia, in seguito alla Restaurazione Meiji che segnò l'apertura del Giappone all'Occidente, tale sostegno terminò e gli esponenti delle scuole di nō e kyōgen, che sotto la protezione dello shogunato avevano acquisito quasi lo status sociale della classe samuraica, attraversarono una fase di crisi e progressivo declino, aggravata dalla preferenza accordata dal pubblico a forme di arte più sperimentali. Dalla seconda metà dell'Ottocento, il kyōgen, come il nō, tornò alla ribalta, sotto la spinta di un paese che cercava di affermare la propria identità come nazione anche a livello culturale. Tuttavia, gli intellettuali del tempo preferirono il nō al kyōgen, considerato più solenne e drammatico. Sempre più frequenti infatti erano gli spettatori che, durante gli intermezzi di kyōgen, conversavano ad alta voce, senza prestare attenzione al dramma in atto.
Il nō continuò a godere del sostegno imperiale e dell'interessamento da parte della nobiltà e di esponenti della classe politica, come Iwakura Tomomi (1825-1883), e di intellettuali occidentali quali Paul Claudel, Ezra Pound e Ernest Francisco Fenollosa. Inoltre, nel 1879 l'allora presidente degli Stati Uniti Ulysses S. Grant e la moglie, durante un viaggio in Giappone, espressero il loro interesse per l'arte del nō e del kyōgen. Furono i primi statunitensi ad assistere a spettacoli di nō e kyōgen e proprio questo loro interesse sembrerebbe aver riacceso l'attenzione dei giapponesi verso tali forme di intrattenimento. Alla valorizzazione del repertorio del nō contribuì anche Yoshida Tōgo吉田東伍 (1864-1918), con la pubblicazione nel 1909 dei trattati attribuiti a Zeami (Zeami jūrokubushū).
Sia il nō che il kyōgen subirono un processo di rinnovamento attraverso l'adattamento di opere occidentali, la ripresa di opere tradizionali e la creazione di forme teatrali sperimentali. Ad essi si ispirò il dramma kabuki, allora in fase di rinnovamento, producendo il matsubame mono (松羽目物), in cui venivano ripresi scenografia, temi e costumi dei due drammi. A differenza del kyōgen, più incentrato sul dialogo, nel matsubame mono la danza è protagonista assoluta. Tale forma di intrattenimento permise l'elevazione del kabuki al rango di arte, e rese al contempo popolari le nobili forme del nō e del kyōgen.
Nel 1922, verso la fine del periodo Taishō (1912-1926), si estinse la scuola Sagi, le cui tradizioni continuano ancora ad essere preservate da specialisti nelle prefetture di Yamaguchi, Niigata e Saga. Attualmente sono ancora attive due scuole: la scuola Ōkura 大蔵 di Kyoto e la scuola Izumi 和泉 di Tokyo.

### Dal secondo dopoguerra
Dal secondo dopoguerra il kyōgen, come genere di teatro classico, riesce a svincolarsi dallo stretto rapporto con l'arte teatrale del nō tramite la sperimentazione di forme di intrattenimento che prendono in prestito elementi del teatro occidentale: i brani tradizionali si mescolano "con la tragedia greca, con il teatro d’avanguardia, con la musica contemporanea, con il cinema". Al tempo stesso, si cerca di recuperare e valorizzare il vastissimo repertorio dei grandi maestri del passato, come Kan’ami ed il figlio Zeami.
Questo periodo vede la nascita di celebri attori kyōgen di enorme spessore come Yamamoto Tōjirō IV 山本東次郎, Nomura Man 野村萬 e Nomura Mansaku II野村万作, figli rispettivamente di Nomura Manzō 野村万蔵 e Nomura Mansai II 野村萬斎. Quest'ultimo diventerà famoso grazie a collaborazioni con Ninagawa Yukio in Oidipus ō オ イディプス王 (Edipo re, 2002), in Amleto (1990), con la trasposizione di Shakespeare in chiave kyōgen (La commedia degli inganni, 2001) e anche nel cinema, comparendo nel celebre Ran 乱 (1985) di Kurosawa Akira (黒澤明).
Dagli anni Cinquanta in poi si assiste ad un vero boom del kyōgen; nelle principali città vengono realizzate numerose rappresentazioni - solitamente costituite da tre spettacoli - da parte di singoli attori o famiglie che, in genere, si esibiscono durante i matsuri presso santuari o scuole. Fra le più importanti famiglie di attori kyōgen si annoverano gli Shigeyama (茂山) di Kyoto della scuola Ōkura, e i Nomura (野村) della scuola Izumi di Tokyo, prima scuola ad aver accettato donne artiste, escluse dal teatro dopo l'editto shogunale del 1629.
Ai nostri giorni il kyōgen viene rappresentato regolarmente nelle città più grandi come Tokyo e Osaka, sia come intermezzo tra i drammi nō che da solo, in un programma dai tre ai cinque spettacoli. Si continuano a produrre nuovi spettacoli kyōgen anche se pochi vengono inseriti nel repertorio. In questo senso, particolarmente significativo è Susugigawa (濯ぎ川, Il bucato al fiume), scritto e diretto da Tetsuji Takechi nel 1953. Basato sulla farsa francese, questo spettacolo è il primo kyōgen ad essere incluso nel repertorio da un secolo a questa parte. Ci sono anche rari casi di kyōgen bilingui o fusione di kyōgen con forme di intrattenimento occidentali. Ne è un esempio il gruppo Mei-no-kai di attori di kyōgen, nō e shingeki che hanno eseguito Aspettando Godot di Samuel Beckett nel 1973. Nel 1981 il gruppo di artisti Noho Theatre Group di Kyoto, sotto la direzione dello studioso Jonah Salz e con la partecipazione speciale dell'attore Akira Shigeyama, ha rappresentato per la prima volta una versione bilingue in giapponese e inglese di Susugigawa (The Henpecked Husband), con opere di Samuel Beckett, in particolare l'Atto senza parole I, recitato da attori kyōgen in stile teatrale giapponese. Nell'adattare Beckett alla cultura giapponese, il personaggio senza nome, che contempla l'idea del suicidio, anziché puntare le forbici alla gola le dirige verso lo stomaco, come se stesse simulando un harakiri.
La precisa dizione degli attori di kyōgen è stata impiegata anche nel cinema d'animazione: il doppiaggio dei personaggi del film A Country Doctor (カフカ 田舎医者 Kafuka: Inaka Isha) di Kōji Yamamura, basato su Un medico di campagna di Franz Kafka, è stato infatti eseguito dai membri della famiglia Shigeyama (茂山).
Gli spettacoli realizzati all'estero di attori kyōgen, a partire da quelli della famiglia di Nomura Manzō nel 1963, hanno permesso a questa forma teatrale di riscattare la posizione di secondo rango mantenuta nei confronti del nō; hanno inoltre promosso l'interesse al kyōgen da parte di un pubblico internazionale, e la scrittura di testi teatrali in lingua inglese. Fra coloro che occupano un ruolo di primo piano nella diffusione internazionale del kyōgen vi è Nomura Mansai.
Così come è accaduto per il nō, molti giapponesi ma anche stranieri si stanno avvicinando al kyōgen grazie alle attività organizzate dai club universitari, a corsi promossi da teatri internazionali, a spettacoli trasmessi alla televisione, o workshop: un esempio è rappresentato dal Traditional Theater Training a Kyoto, organizzato da Salz e sponsorizzato dal Kyoto Arts Center.

## Caratteristiche

### Struttura e temi
Gli spettacoli del kyōgen, rappresentati tra i vari atti del nō, durano circa dieci minuti e contengono spesso due o tre ruoli fissi. Tra i più celebri si possono ricordare Tarō kaja (太郎冠者 lett. "servitore primogenito"), Jirō kaja (次郎冠者 lett. "servitore secondogenito") e lo shujin (主人 lett. "padrone"). Sia i programmi che i singoli spettacoli nō e kyōgen mantengono la struttura dello johakyu, ossia introduzione-esposizione-finale rapido. Ogni spettacolo presenta una sezione jo, tre sezioni ha ed una sezione kyu. Attualmente il kyōgen viene rappresentato come intermezzo dei drammi nō, o singolarmente. Secondo la canonica distinzione funzionale del kyōgen, contenuta anche negli scritti di Zeami (prima metà del XV secolo), esso può assumere tre forme: kyōgen comico tra due nō, detto honkyōgen (本狂言 "kyōgen vero e proprio"), eseguito indipendentemente; intervallo tra la prima e la seconda parte del nō, detto aikyōgen (間狂言, "in mezzo al kyogen); betsukyōgen (別狂言, "kyōgen particolare"), collocato all'interno della danza Okina, in cui viene svolto il Sanbasō, la danza del vecchio, che riproduce, mimando la scimmia, i gesti della semina come rito propiziatorio..
Diversamente dal nō, eseguito sulla base di un testo scritto, il kyōgen si basa su di un canovaccio, e privilegia l'improvvisazione e la comicità. Gli elementi principali sono due: il primo è l'elocuzione, ossia le forme augurali ed espressioni tipiche dei sermoni buddhisti che permettevano di attirare l'attenzione del pubblico meno abbiente: scherzi, giochi di parole o racconti di carattere didattico-religioso che semplificavano i precetti del Buddhismo. Secondo la scuola Ōkura, infatti, il kyōgen sarebbe stato fondato dal monaco buddhista Gen'e, suggerendo un legame tra questa forma teatrale e "l'arte declamatoria sviluppata dai monaci nei loro sermoni". Il secondo elemento è la danza, a carattere propiziatorio-augurale, connessa con pratiche rituali volte a favorire raccolti abbondanti. I movimenti, derivati dal sarugaku e dal dengaku, riproducono i gesti della semina o alludono ad atti sessuali che suscitano il warai, la risata.
Numerose sono le parodie di rituali religiosi buddhisti e shintoisti o versioni semplificate di drammi nō, derivanti da racconti popolari. Gli elementi estremamente satirici, comici, nonché volgari e farseschi si trovano in pressoché tutti i kyōgen. Ōkura Toraaki, primo teorico del kyōgen, sostiene che il nō trasforma "l’irreale in reale, il kyōgen il reale in irreale”, risultando quest'ultimo la rappresentazione teatrale comica di un "mondo vividamente reale e assolutamente umano". Il kyōgen tratta vicende della quotidianità, ricorrendo ad un linguaggio che riflette il gergo delle classi sociali del tempo. L'umorismo è ottenuto attraverso giochi di parole, gestualità, utilizzando danza e canto, riti propiziatori dalla funzione apotropaica. Molti i temi legati all'inganno, alla sopravvivenza, al conflitto fra moglie e marito, servo e padrone; frequenti i personaggi presi dalle classi sociali meno abbienti, tra cui ladri o briganti, finora ignorati dalla letteratura cortese, e la critica al potere.

### Gli attori
I principali attori sono lo shite (principale) e l'ado (interlocutore), una sorta di spalla con cui il primo battibecca o discute, solitamente durante lo honkyōgen. Gli attori erano anche chiamati da Zeami okashii (可笑しい lett. "divertente"), termine che indicava gli artisti che si esibivano durante gli intermezzi comici. Nella danza cerimoniale Okina gli attori eseguono la danza Sanbasō. Nell'aikyōgen, ossia l'intervallo tra la prima e la seconda parte del nō, l'attore principale del nō, lo shite, lascia il palcoscenico e viene sostituito dall'attore del kyōgen o kyōgen-kata (狂言方 lett. "persona del kyōgen"), che poi spiega lo spettacolo al pubblico. In alcuni casi è anche possibile che l'attore del kyōgen interagisca con gli attori del nō.
Come nel nō, i personaggi sono presenti in numero ridotto e gli attori, generalmente uomini, si cimentano anche nel ruolo di donne e giovani. Se fino al periodo Muromachi (1336-1573) anche alle donne era permesso recitare e vi erano persino troupes di attrici professioniste, l'editto shogunale del 1629 proibì a queste ultime di esibirsi. La prima scuola ad aver accettato artisti donne è stata la scuola Izumi di Tokyo. Attualmente è possibile trovare donne che vestono i panni dei personaggi di drammi nō, ma solo come apprendiste: non è infatti concesso loro di ottenere il ruolo di attrice professionista di nō o kyōgen.
Tra le famiglie più importanti di attori kyōgen si annoverano gli Shigeyama (茂山) di Kyoto della scuola Ōkura, e i Nomura (野村) della scuola Izumi. Nel periodo post bellico parteciparono al kyōgen come esecutori amatoriali anche attori stranieri. Nel 1956, per esempio, il noto saggista e lamatologo Donald Keene eseguì una performance nello spettacolo Chidori (千鳥, Charandriinae), assieme a Tetsuji Takechi, nel ruolo del proprietario di un negozio di sake, davanti ad un pubblico che includeva personaggi di spicco come Jun'ichirō Tanizaki, Yasunari Kawabata e Yukio Mishima. Egli ha raccontato la sua esperienza in una serie di saggi dal titolo Chronicles of My Life in the 20th Century (2009) che hanno poi ispirato il titolo dell'antologia delle sue opere The Blue-Eyed Tarokaja: A Donald Keene Anthology, curata da J. Thomas Rimer. Nel 1984 è stato inaugurato un programma estivo intensivo (originariamente di sei settimane, ora di tre) di kyōgen per principianti presso il Kyoto Art Center, fondato da Akira Shigeyama e dallo studioso di teatro giapponese Jonah Salz.
Come nel mondo del nō, gli esecutori professionisti nascono in famiglie di artisti e si esibiscono già in tenera età; al contrario, chi non nasce all'interno di famiglie d'arte deve intraprendere un percorso didattico presso il liceo o altre scuole specialistiche.

### I costumi
A differenza del nō, gli attori del kyōgen si esibiscono generalmente senza maschera, ad eccezione di quando devono inscenare parodie del nō, o drammi classici in cui compaiono le figure della volpe (狐, kitsune), presente solo in Tsurigitsune, o della scimmia (猿, saru), alcune divinità (Noborihige), demoni (Buaku), donne poco attraenti (Oto) o altri ruoli animali. In alcune versioni del Sanbasō, gli attori eseguono una scena di furyū (風流, eleganza), indossando una maschera e dei costumi particolarmente sfarzosi, e si lanciano in una danza propiziatoria impersonando personaggi augurali, come "la divinità Daikoku, uno dei sette geni della felicità, o gli spiriti di gru, tartarughe e formiche".
Le maschere del nō e del kyōgen venivano tramandate di famiglia in famiglia ma, dopo la Restaurazione Meiji e la perdita del sostegno economico dello shogunato, gli artisti dovettero venderle a musei o collezionisti. Le maschere sono attualmente conservate all'interno di musei internazionali quali il Musée Gimet di Parigi o il Victoria and Albert Museum di Londra, e presso il Mitsui Memorial Museum di Tokyo.
Per quanto riguarda i costumi, gli esecutori solitamente indossano i kamishimo, un indumento del periodo Edo composto dal kataginu, una veste indossata spesso da Tarō kaja (il servitore primogenito), e dagli hakama. Quasi tutti i personaggi femminili indossano il nuihaku, una sottoveste, ed il binan-boshi, un cappello confezionato con una stoffa bianca lunga cinque metri che viene arrotolata intorno alla testa. Inoltre, a differenza dei tabi bianchi utilizzati dagli attori del nō, gli attori del kyōgen indossano tabi gialli o marroni.

### La lingua
Il kyōgen usa il linguaggio colloquiale, specialmente quello in uso nel periodo Muromachi in cui si è sviluppato. Inoltre, essendo stati trasmessi oralmente fino al periodo Edo, quando vennero sistematizzati per iscritto, gli spettacoli kyōgen riflettono molte variazioni linguistiche. Del linguaggio del periodo Muromachi restano alcuni elementi, rintracciabili ad esempio nell'utilizzo di certe formule del keigo, il linguaggio onorifico, soprattutto nei dialoghi tra servo e padrone. Oltre a ciò, per dare più eleganza al discorso, si utilizzano suffissi causativi e potenziali come nel caso di mataseraruru al posto di matsu, "aspettare"; è assai più frequente l'uso dei pronomi personali rispetto al giapponese moderno, come per esempio konata (tu). Spesso le frasi terminano con gozaru, forma elegante di aru ("essere, esistere"). Oltre al parlato si ricorre anche al butaigo, "parole di palco", ossia termini particolari o modi di dire riprodotti sul palco per la resa scenica dello spettacolo.

### Musica e danza
Come nel nō e in varie arti marziali, gli attori del kyōgen si muovono mediante il suriashi (摺り足), ossia facendo scorrere i piedi sulla superficie del palco, evitando di compiere passi che potrebbero risuonare. Durante la camminata, il corpo sembra rimanere allo stesso livello. Gli spettacoli di kyōgen di secondo tipo, o daimyō kyōgen, includono anche brevi danze tradizionali chiamate kōmai (小舞, lett. "piccola danza"), accompagnate dal ji, il coro che indossa abiti da cerimonia. I brani cantati rispecchiano sia la struttura che lo stile e, talvolta, anche la trama dei drammi nō. Si pone maggior accento sul dialogo e sull'azione piuttosto che sulla musica o la danza, generalmente esagerati, per agevolare la comprensione delle azioni che si svolgono durante l'esibizione. Infatti sia nei dialoghi parlati che nel canto, gli attori scandiscono le parole secondo "un ritmo peculiare che ne rende percepibile ogni parola, ogni sillaba". Tuttavia, essendo il linguaggio dei testi nonché il modo di cantare arcaici, il pubblico contemporaneo può avere difficoltà a comprendere il significato delle parole. 

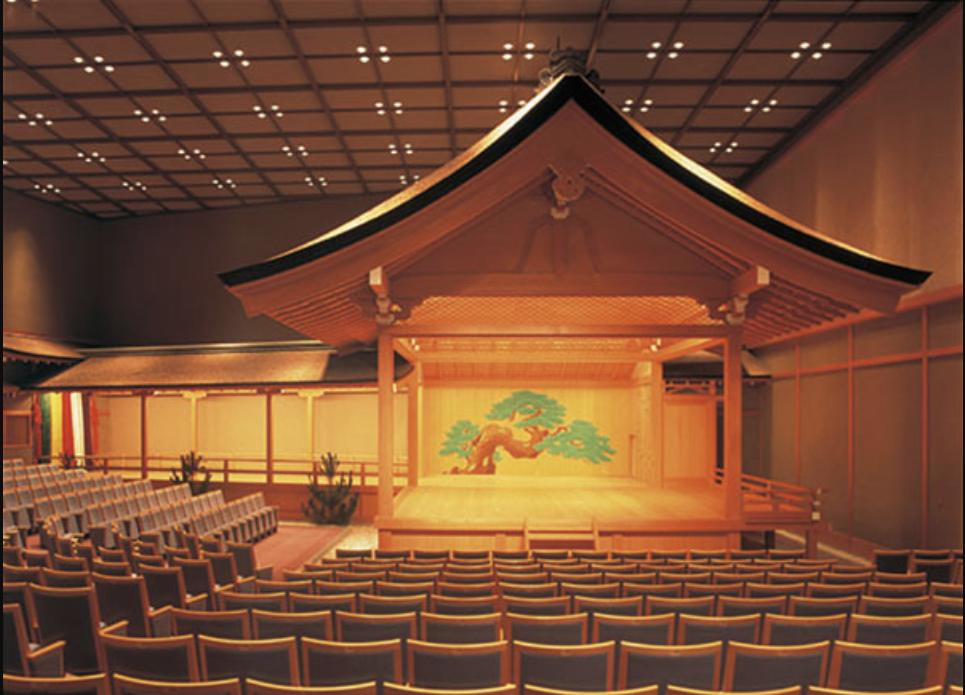
Palcoscenico del National Noh Theater di Tokyo

Il kyōgen si mette in scena con accompagnamento musicale di flauto, percussioni e gong. I momenti di musica solo strumentale caratterizzano l'entrata e l'uscita di scena dei personaggi, i maigoto (le danze) e gli hatarakigoto, (momenti di azione).

## Il palcoscenico
Il kyōgen è generalmente messo in scena sul palco del nō. Il palco è parte rilevante dello spettacolo per il modo in cui reagisce ai colpi o facilita il cosiddetto suriashi (摺り足), cioè lo scorrimento dei piedi. Per ottenere tale effetto, esso viene realizzato con tavole di legno di cipresso hinoki e levigato finemente. Il palco somiglia ad un santuario e presenta quattro colonne che sorreggono il tetto, ciascuna con un nome e una funzione diversa. Sullo sfondo vi è il kagami ita, la "tavola specchio" su cui viene raffigurato un albero di pino matsu (松). Sempre in fondo al palcoscenico vi è l'area ato za, dove si collocano i musicisti assieme agli assistenti di scena; vi è poi il jiutai-za, "il posto a sedere del coro", in cui si siede il coro in due file; lo hashigakari invece permette l'entrata e l'uscita dei personaggi che passano sotto l'agemaku, la tenda multicolore.

## Il repertorio
Attualmente il repertorio del kyōgen comprende le circa 260 opere ancora eseguite dalle rimanenti due scuole. Si contano 254 opere per la scuola Izumi e 180 per la scuola Ōkura, di cui 177 sono in comune. I criteri di classificazione delle opere di kyōgen variano a seconda delle tradizioni di ciascuna scuola. Uno spettacolo spesso citato nei libri di testo è Busu (附子, Il Veleno Delizioso), in cui i servitori Tarō kaja e Jirō kaja ricevono dal padrone dello zucchero che non devono mangiare perché avvelenato. Naturalmente i due lo mangiano, contravvenendo a quanto ordinato loro dal padrone.
Generalmente le opere sono classificate in base al ruolo dello shite, l'attore protagonista, nei seguenti gruppi:
- Waki kyōgen (脇狂言): di carattere augurale con protagonisti Buddha, divinità, ma anche contadini e persone fortunate
- Daimyō  kyōgen (大名狂言) o shōmyō kyōgen (小名狂言): drammi con protagonisti signori feudali, spesso accompagnati dal servitore Tarō kaja
- Tarō kaja kyōgen (太郎冠者狂言) : incentrati sulle disavventure o sulle imprese del servitore Tarō kaja (categoria di spettacoli più corposa)
- Muko kyōgen: hanno per protagonisti uomini alle prese con il matrimonio, ed il muko 婿 "suocero"
- Onna kyōgen: incentrati su storie di amanti
- Oni kyōgen (鬼狂言): con protagonisti oni (鬼, "demone")
- Yamabushi kyōgen: basati su asceti di montagna
- Shukke kyōgen: hanno come protagonisti monaci e presentano una critica di stampo anticlericale
- Zatō kyōgen: incentrati su personaggi ciechi
- Mai kyōgen (舞狂言): spettacoli mai (舞 "danza") che imitano i drammi nō del sogno (mugen nō)
- Zatsu kyōgen (雑狂言): da zatsu 雑 "miscellanea", kyōgen di vario tipo: su truffatori, banditi, malfattori etc.

### Opere più conosciute

#### Waki kyōgen
- Suehirogari (末広がり "Il ventaglio cerimoniale") racconta le vicissitudini del solito Tarō kaja che viene inviato dal proprio signore al mercato ad acquistare un suehirogari, un ventaglio cerimoniale, oggetto dal valore augurale. Non sapendo che cosa sia, finirà per essere truffato ed acquisterà invece un ombrello.
- Sadogitsune (佐渡狐 "Le Volpi di Sado") racconta di due contadini, uno di Sado ed uno di un'altra regione, che scommettono sull'esistenza delle volpi a Sado. Pur di vincere la scommessa, il contadino di Sado corrompe un funzionario affinché faccia finta di conoscere le informazioni esatte circa la presenza di volpi a Sado. Il contadino dell'altra regione scoprirà l'inganno chiedendogli di riprodurre il verso della volpe, ed inseguirà i due furfanti.[60][68]

#### Daimyō kyōgen
- Utsubozaru (靭猿 "La scimmia da faretra") racconta la storia di un daimyō che dopo aver incontrato un ammaestratore di scimmie, pretende di avere la pelle di questo animale per la propria faretra. Nel momento in cui l'ammaestratore, minacciato di morte dal daimyō, sta per uccidere la scimmia, questa compie le mosse da lui insegnate, commovendolo al punto di rifiutarsi di compiere un simile gesto. Il daimyō decide, a sua volta, di abbandonare il proposito iniziale e la scimmia, grata, compie una danza cui parteciperà egli stesso.

#### Tarōkaja
- Fumininai (文荷" I portalettere")

#### Yamabushi kyōgen
- Kakiyamabushi  (柿山伏 "Eremita della montagna dei cachi"), un yamabushi kyōgen racconta di un prete asceta che per la fame mangia i cachi di un albero di proprietà di un contadino. Quest'ultimo, coltolo sul fatto, decide di prendersi gioco di lui e, approfittandosi del fatto di non poter esser visto, fa finta di essere un cane, una scimmia ed infine un'aquila, per poi farlo cadere a terra. Il prete, irato, chiede di ricevere assistenza e si vendica chiamando le forze soprannaturali con il suo canto. Il contadino si fingerà sopraffatto dai poteri del monaco, per poi cacciarlo.[69]

#### Zatō kyōgen
- Tsukimi zatō (月見座頭 "Il cieco che ammira la luna") racconta la storia di un cieco che si reca su di una montagna per vedere la luna; là trova una persona con cui condivide sake e poesie. Quando, una volta giunta l'alba, i due si separano, il cieco viene urtato dal suo compagno che, camuffando la voce, lo tratta malamente. Il cieco non lo riconosce, convinto che sia una persona completamente diversa da quella appena conosciuta la sera prima.

#### Zatsu kyōgen
- Tsurigitsune (釣狐 "La volpe in trappola") racconta la triste storia di una volpe che, nelle sembianze di un monaco, tenta di convincere il cacciatore che la stava inseguendo, raccontandogli aneddoti spaventosi sulle volpi, a gettare via la trappola. Tuttavia, una volta sulla via del ritorno, dopo aver ripreso le sue sembianze animali, cade nella trappola del cacciatore che la stava attendendo.